# ساندرا تيلي
ساندرا تيلي (بالإنجليزية: Sandra Tilley)‏ هي مغنية أمريكية، ولدت في 6 مايو 1943 في كليفلاند في الولايات المتحدة، وتوفيت في 9 سبتمبر 1981 في لاس فيغاس في الولايات المتحدة بسبب أم الدم داخل القحف.

## وصلات خارجية
- ساندرا تيلي على موقع ميوزك برينز (الإنجليزية)
- ساندرا تيلي على موقع ديسكوغز (الإنجليزية)